# 国立市立国立第三小学校
国立市立国立第三小学校（くにたちしりつ くにたちだいさんしょうがっこう）は、東京都国立市にある公立小学校。通称「三小（さんしょう）」。
21学級あり、全校児童は約550名。国立市立国立第一中学校に隣接している。

## 沿革
- 1951年（昭和26年） - 国立第二小学校が東区に分校を開設[2]。
- 1954年（昭和29年）4月1日 - 分校が国立町立国立第三小学校として独立開校[2][3]。
- 1957年（昭和32年） - 校歌を発表[2]。
- 1964年（昭和39年） - 観察池を設置[2]。
- 1967年（昭和42年）1月1日 - 国立町の市制施行により、「国立市立国立第三小学校」に改称[2]。
- 1969年（昭和44年） - プールを落成[2]。
- 1970年（昭和45年）4月1日 - 国立第六小学校の開校にともない、児童121名を移籍[2][3]。
- 1975年（昭和50年） - 鉄筋コンクリート造の防音校舎を落成[2]。
- 1976年（昭和51年） - 体育館を落成。学区再編にともない、国立第七小学校へ児童94名を移籍[2]。
- 1983年（昭和58年） - 創立30周年を記念し、記念誌『創立30周年記念』を発行[4]。
- 1994年（平成6年） - 創立40周年を記念し、記念誌『創立40周年記念誌』を発行[5]。
- 2008年（平成20年） - 体育館の耐震補強工事を実施[2]。
- 2009年（平成21年） - 校舎の耐震補強工事を実施[2]。
- 2023年（令和5年）11月 - 創立70周年を記念し、記念式典・記念セレモニー・音楽会の開催[6][7]、記念誌『国立市立国立第三小学校創立70周年』の発行[8]などを実施。

## 学区
- 国立市東の全域[9]

## 進学先の中学校
- 国立市立国立第一中学校[9]

## アクセス

### バス
- 立川バス「第三小学校」停留所から徒歩で約5分

### 鉄道
- JR南武線 谷保駅から徒歩で約15分

## 周辺
- 国立市立国立第一中学校
- 国立富士見台団地
- 東京都立国立高等学校

## 著名な出身者
- 蓼沼宏一 - 経済学者[10]
- 永見理夫 - 政治家[11]
- 山極壽一 - 学者[10]